# د لیت شو ویت استیون کلبر
د لیت شو ویت استیون کلبر (انگلیسی: The Late Show with Stephen Colbert) یک برنامه گفتگوی آخر شب آمریکایی به مجریگری استیون کلبر در سی‌بی‌اس است. این دومین سری فرنشایز لیت شو است که پس از بازنشستگی مجری اول لیت شو، دیوید لترمن پخش می‌شود.
پخش این شو از ۸ سپتامبر ۲۰۱۵ شروع شد. کلبر پیش از این مجری گزارش کلبر در کمدی سنترال بود.